# Butarque
Butarque és un barri de Madrid integrat en el districte de Villaverde. Té una superfície de 639,01 hectàrees i una població de 15.025 habitants (2009).

## Situació
Limita al nord amb Los Rosales i San Cristóbal, a l'est amb San Andrés, a l'oest amb el nucli històric de Vallecas (Villa de Vallecas) i al sud amb Getafe. Està delimitat a l'est pel riu Manzanares, a l'oest per l'avinguda d'Andalucía i el ferrocarril Madrid-Alacant i al sud per Getafe.

## Història
Originalment era un nucli industrial al costat de l'estació de Villaverde Bajo, i la seva urbanització ha estat complicada per trobar-se encaixonat entre vies de ferrocarril. Butarque es divideix en Butarque Norte (enllaçat i integrat per l'Avinguda de los Rosales) i el Butarque Sur, més conegut com a Nuevos Rosales.
En l'actualitat la major part de Butarque està format per noves promocions d'habitatges, nous veïns tant al nord (amb un petit nucli original, la "part vella"), com al sud, amb una antiguitat no superior als cinc anys. En l'actualitat el seu caràcter industrial s'ha perdut per complet. Butarque en l'últim lustre ha experimentat el major creixement demogràfic de la història recent de Villaverde, però no les seves estructures urbanes, pendents d'eternes i urgents reformes com la Reforma de l'Avinguda de los Rosales.